# 認定こども園北広島わかば幼稚園
認定こども園 北広島わかば幼稚園（にんていこどもえん　きたひろしまわかばようちえん）は北海道北広島市若葉町3丁目にある認定こども園。設置者は学校法人明石学園。

## 沿革
- 1975年（昭和50年）法人設置、広島わかば幼稚園　開園
- 1999年（平成11年）新園舎落成
- 2004年（平成16年）園舎増築1回目
- 2010年（平成22年）園舎増築2回目
- 2017年（平成29年）園舎増築3回目
- 2017年（平成29年）4月1日　幼保連携型　認定こども園　北広島わかば幼稚園　開園
- 2017年（平成29年）わくわくひろばの土地取得
- 2020年（令和2年）園舎増築4回目
- 2021年（令和3年）わくわくひろば休憩室落成

## 教育目標
ねばりづよい子、あかるい子、くふうする子の育成。

## 園の行事
- 4月　入園式、家庭訪問
- 5月　こどもの日お祝い、親子遠足、いもうえ
- 6月　運動会
- 7月　七夕、お泊り会、どろんこ遊び
- 8月　プール遊び、バス遠足
- 9月　いもほり、収穫祭、お月見
- 10月　おちばたき、器楽指導
- 11月　おゆうぎ会、おみせやさんごっこ
- 12月　おもちつき、クリスマス会
- 1月　雪遊び、氷のすべり台
- 2月　まめまき、手作りパーティー
- 3月　ひなまつり、お別れ会、卒園式

## 交通
JR千歳線北広島駅より徒歩15分